# LAM 모잠비크 항공 470편 추락 사고
LAM 모잠비크 항공 470편 추락사고는 2013년 11월 29일, 마푸투 국제공항에서 콰트로 데 피버 레이로 국제공항으로 가던 중 조종사의 의한 자살로 나미비아의 브와브와타 국립공원에 추락하여 승객과 승무원 전원이 사망한 사건이다.

## 추락
보츠와나 상공에서 비행은 순조로웠고, 특별한 이상 징후도 없었다. 날씨가 안좋은점은 교신을 한 이후로 관제소도 크게 신경쓰진 않았다. 그러다 오랜시간 교신이 이뤄지지 않았고 관제사는 해발 300ft(910m) 상공에서 레이더에서 사라진 것을 알게 되었다. 얼마 지나지 않아 사고기는 브와브와타 국립공원에 추락하여 폭발했다. 사고 당시 날씨가 좋지 않은 것으로 알려졌으며 비행 경로 부근에 폭우가 내렸다고 알려졌다.

## 사고 원인
당시 기장은 이혼 문제로 심리적인 문제가 있었고 그의 아들은 2012년 자살로 추정되는 사고로 사망하였다. 그의 딸도 이 사건에 휘말려 심장수술을 받게되었다. 비행 당일, 부기장이 화장실을 간다고 자리를 비우게 되자 폭발했던 감정을 제어하지 못하고 항공기를 추락시킨건 아닌지 추측만 하고 있다. 하지만 사고가 아프리카에서 일어났다보니 큰 이목을 끌지 못하였고, 대다수의 언론도 보도하지 않으면서 많은 사람이 모르는 사고가 되었다.

## 사고 조사
사고가 일어났을때 많은 사람들은 날씨와 기체결함 때문에 추락했다고 생각했다. 하지만 그 주장은 곧 반박되었다. 블랙박스에서는 기장이 무엇을 만지는 소리 때문에 고의로 추락했다는 점, 추락 당시 관제사들에게 비상사태를 선언하지 않았다는 점때문에 고의로 추락했다는 것이라는 인식이 강해졌다. 게다가 항공기가 추락한 모양이 항공기가 착륙하는 모습처럼 수평처럼 추락했기 때문에 고의로 추락했다는 것은 확실해졌다. 그리고 블랙박스에 부기장이 기장에게 정신차리라는 소리가 녹음되어 기장이 고의로 문을 잠그고 추락시켰다는것이라는 점도 있었다.

## 항공기
사고기는 1년된 엠브라에르 E190이었다. 항공기는 2012년 10월에 제조되어 2012년 11월에 LAM 모잠비크 항공에 인도되었다. 이후로 2900시간의 비행시간을 채웠다.

## 승객 및 승무원
| 국적     | 승객 |
| -------- | ---- |
| 모잠비크 | 10   |
| 앙골라   | 9    |
| 포르투갈 | 5    |
| 프랑스   | 1    |
| 브라질   | 1    |
| 중국     | 1    |
| 합계     | 27   |

## 같이 보기
- 항공 안전
- 이집트 항공 990편 추락 사고
- 실크에어 185편 추락 사고
- 저먼윙스 9525편 추락 사고